# Франк Мауер
Франк Мауер (нім. Frank Mauer; 12 квітня 1988, м. Гейдельберг, Німеччина) — німецький хокеїст, правий нападник. Виступає за «Ред Булл» у Німецькій хокейній лізі. 
Виступав за «Адлер Мангейм».
У складі національної збірної Німеччини учасник чемпіонату світу 2011. У складі молодіжної збірної Німеччини учасник чемпіонату світу 2008 (дивізіон I). У складі юніорської збірної Німеччини учасник чемпіонату світу 2006.

## Досягнення
- Чемпіон Німеччини у складі «Адлер Мангейм» — 2015.
- Чемпіон Німеччини у складі «Ред Булл» — 2016, 2017, 2018.